# Corni (okręg Marmarosz)
Corni – wieś w Rumunii, w okręgu Marmarosz, w gminie Bicaz. W 2011 roku liczyła 332 mieszkańców.